# The Crazy World of Arthur Brown (album)
The Crazy World of Arthur Brown è il primo ed eponimo album in studio del gruppo rock inglese The Crazy World of Arthur Brown, pubblicato nel 1968.

## Tracce
Side 1
1. Prelude/Nightmare (Arthur Brown) – 3:28
2. Fanfare/Fire Poem (Brown, Vincent Crane) – 1:51
3. Fire (A. Brown, Crane, Mike Finesilver, Peter Ker) – 2:54
4. Come and Buy (A. Brown, Crane) – 5:40
5. Time (A. Brown) – 3:07
6. Confusion (Crane) – 2:08

Side 2
1. I Put a Spell on You (Screamin' Jay Hawkins) – 3:41
2. Spontaneous Apple Creation (A. Brown, Crane) – 2:54
3. Rest Cure (A. Brown, Crane) – 2:44
4. I've Got Money (James Brown) – 3:09
5. Child of My Kingdom (Brown, Crane) – 7:01

## Formazione

### Ufficiale
- Arthur Brown - voce
- Vincent Crane - tastiere, vibrafono
- Nick Greenwood - basso
- Drachen Theaker - batteria

### Ospiti
- John Marshall - batteria (in I Put a Spell on You e Child of My Kingdom)